# معسل

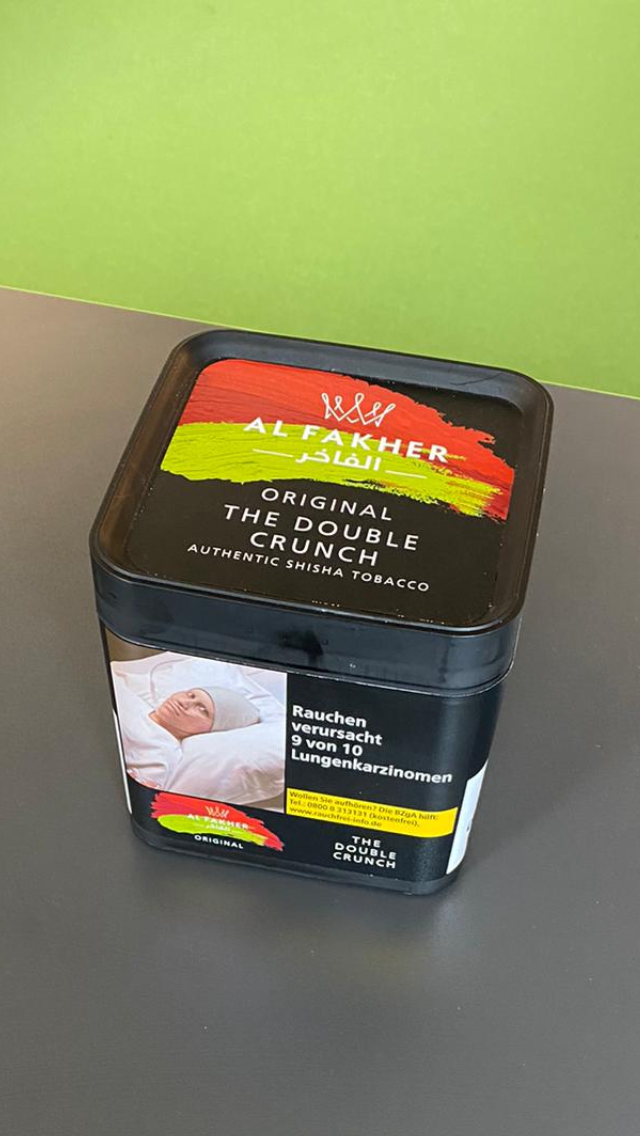

المُعَسَّل عبارة عن أوراق تبغ مقطعة وغليسرين وعسل (عسل أسود) ومنكهات، يتم تدخينه في الشيشة / الأرجيلة
والمعسل له أنواع كثيرة حسب الطعم فهناك التفاح والبطيخ والخوخ والكرز والفراولة والبرتقال والليمون والنعناع والعنب أو فواكه مخلوطة مع بعضها، وظهر في الآونة الأخيرة نكهات مثل الكولا والعلكة.